# کلیسای ویتوس مقدس
کلیسای ویتوس مقدس یا کلیسای وینسیسلاس مقدس وادالبیرت مقدس (به چکی: Katedrála svatého Víta, Václava a Vojtěcha) کلیسای سه‌صحن سبک گوتیکی است که در قلعه پراگ واقع شده‌است. در این کلیسا مقر اسقف اعظم، آرامگاه شاهان چکی و ۲۱ پرستشگاه وجود دارد.

## تاریخچه
ساختن کلیسای ویتوس مقدس در سال ۱۳۴۴ شروع شد. در این سال شاه چکی یان لوکسنبرگ سنگ بنای کلیسایی به سبک گوتکی را نهاد. رئیس معمار ماتهیاس آراس شد. ماتهیاس آراس در این کلیسا جای کشیش و ۹ نمازخانه را ساخت. پس از وفات وی در سال ۱۳۵۲ پتر پارلیژ رئیس معمار شد. پتر پارلیر در کلیسا طاق شبکه‌ای و نماز خانه وینسیسلاس مقدس را ساخت. وی در کنار این نمازخانه اتاق برای ذخیره تاج شاهان هم ساخت. پس از آنکه پتر پارلیر ساختن برج ناقوسی آغاز کرد. در دوره حکومت شاه یان یاگلون ساختن کلیسا دوباره ادامه می‌شد. در این زمان نمازخانه شاهی ساخته شد. ساختن کلیسای ویتوس مقدس در سال۱۹۲۹ در حضور رئیس جمهوری چکوسلواکیا توماش گاریگ مازاریک تکمیل شد.

## ارقام
کلیسای ویتوس مقدس سه برج دارد. ارتفاع برج‌های جلو ۸۲ متر است و ارتفاع برج جنوبی ۹۶٬۵ متر است. برای رسیدن به بالای آن باید ۲۵۴ پله را بالا رفت. در برج جنوبی ۷ ناقوس نصب شده‌است. بزرگترین آنها که زیکموند نام دارد در سال ۱۵۴۹ میلادی ساخته شده که ۱۳٬۵ تن وزن دارد و بزرگترین ناقوس در جمهوری چک است.